# Chrysodema lottinii
Chrysodema lottinii es una especie de escarabajo del género Chrysodema, familia Buprestidae. Fue descrita científicamente por Boisduval en 1835.